# Andrés Isasi
Andrés Isasi i Linares (Bilbao, Biscaia, 28 d'octubre de 1891 - Algorta, Biscaia, 6 d'abril de 1940) fou un pianista i compositor basc.
Encara estudiava el batxillerat, quan donà a conèixer algunes de les seves composicions per a piano, i davant l'èxit assolit, els seus pares decidiren enviar-lo a Berlín, on fou un dels deixebles predilectes de Humperdinck. Va romandre durant cinc anys en la capital alemanya, i allà estrenà dos poemes simfònics, El oraculo i Zharufa (aquest últim premiat més tard el (1914) en un concurs celebrat a Malmö.
Tant la critica com el públic acolliren de la forma més favorable les obres del jove mestre, que al retornar a Espanya va veure confirmada a Madrid, Barcelona i Bilbao l'opinió que el públic alemany havia format d'ell. Isasi ostentà una personalitat perfectament marcada entre els compositors espanyols, sent el seu gènere preferit el simfònic, malgrat que també cultivà la música per a piano, i són diversos els concertistes que van incloure en el seu repertori les composicions d'Andrés Isasi.
De la seva abundant tasca cal citar les obres més famoses:
- 7 poemes simfònics;
- 4 Simfonies;
- 1 Concert per a piano i orquestra;
- 5 Quartets;
- diverses sonates;
- 3 balades per a piano;
- 1 sonata per a violí;
- 14 lieder, sobre text de Heine.